# LGBT à Paris
Pour des articles plus généraux, voir LGBT en France et Culture LGBT.

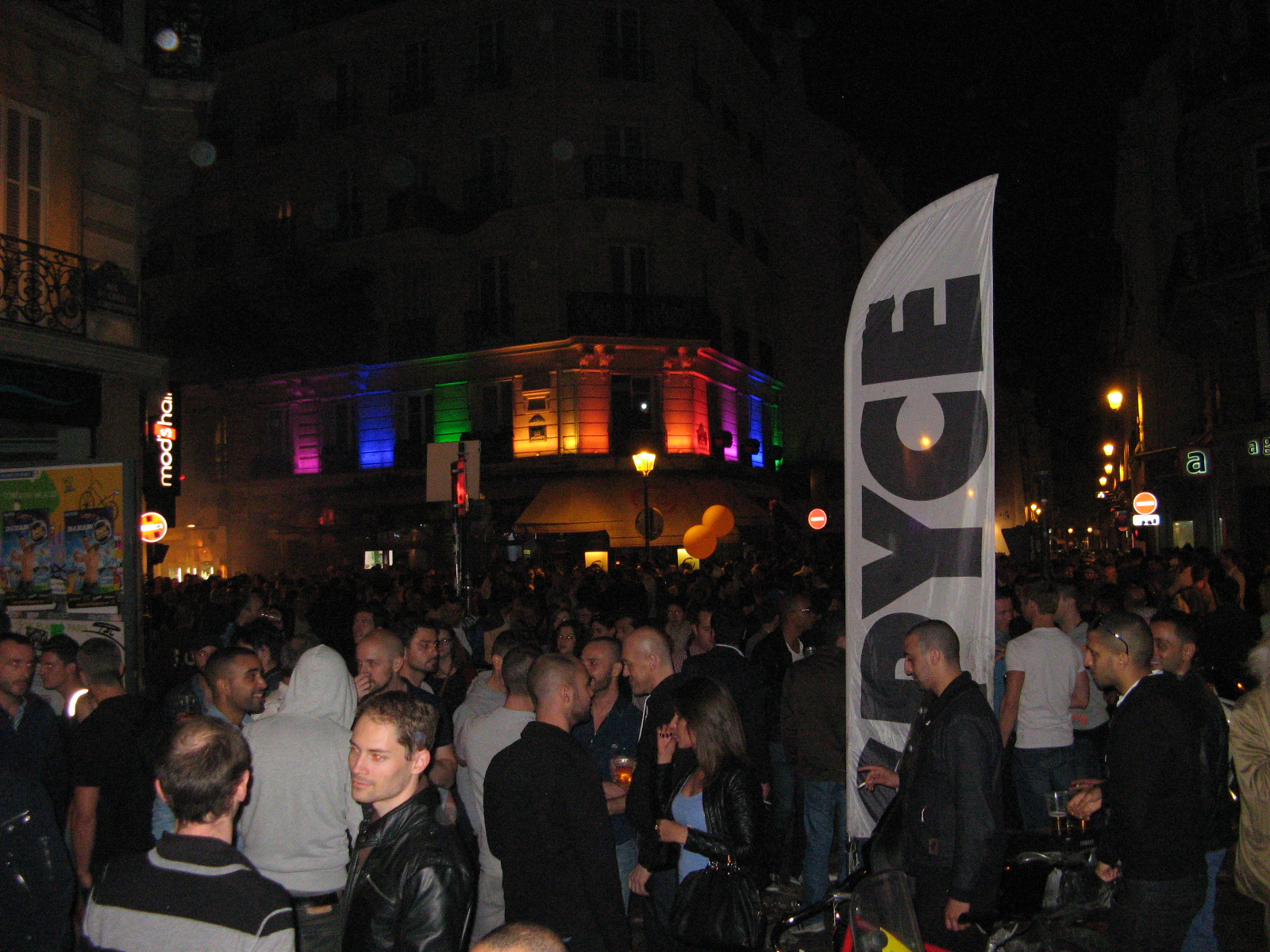
Rue nocturne dans le Marais (Paris), en 2013.

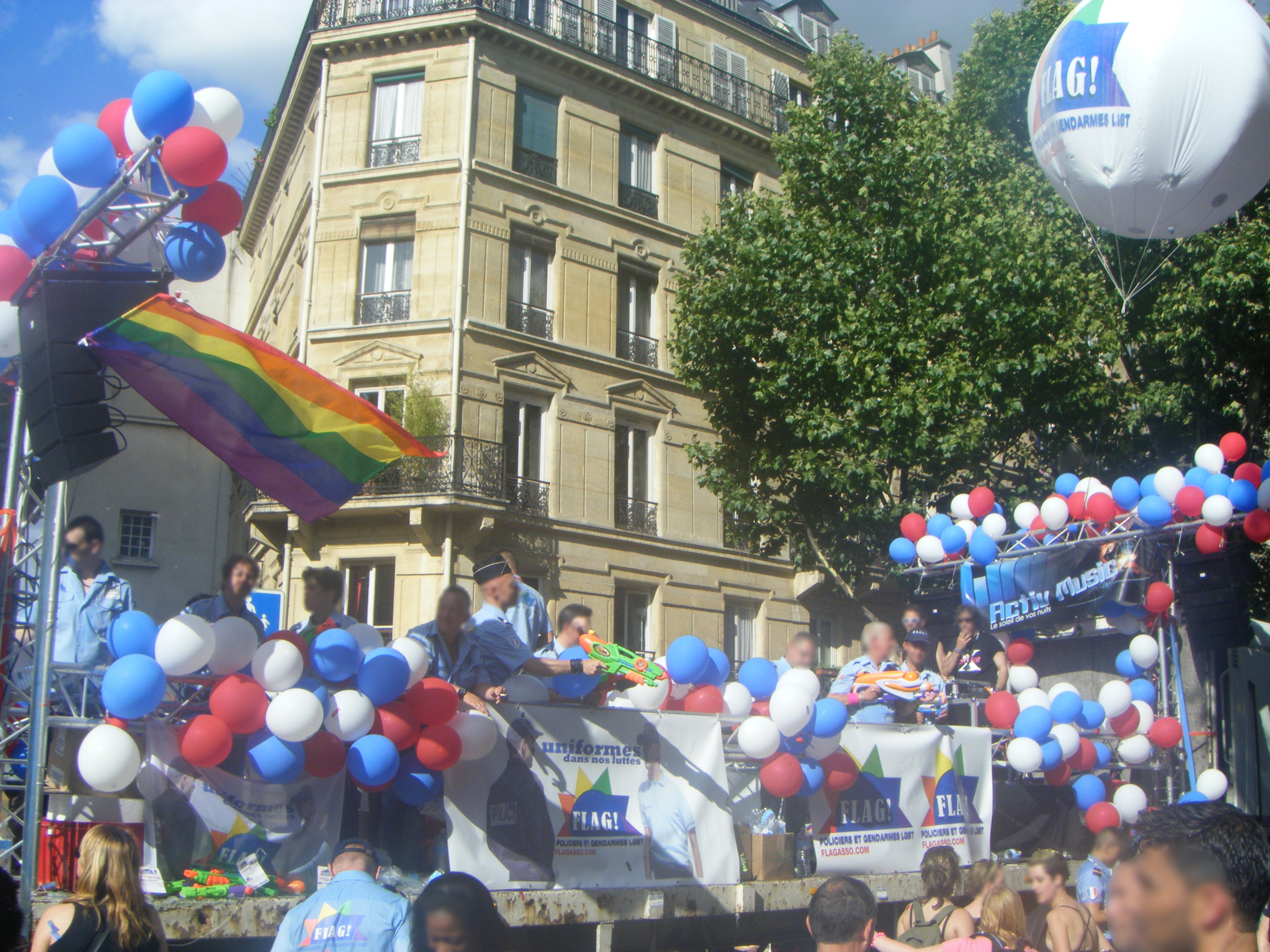
Marche des fiertés à Paris en 2011.

La communauté LGBTQ à Paris est plus importante que dans le reste de la France. En 2004, Paris comptait 140 bars, restaurants, clubs, librairies et autres commerces LGBT, dont 40 % dans le quartier du Marais, qui est le quartier gay de Paris.

## Histoire

### Du Moyen Âge à la Révolution française

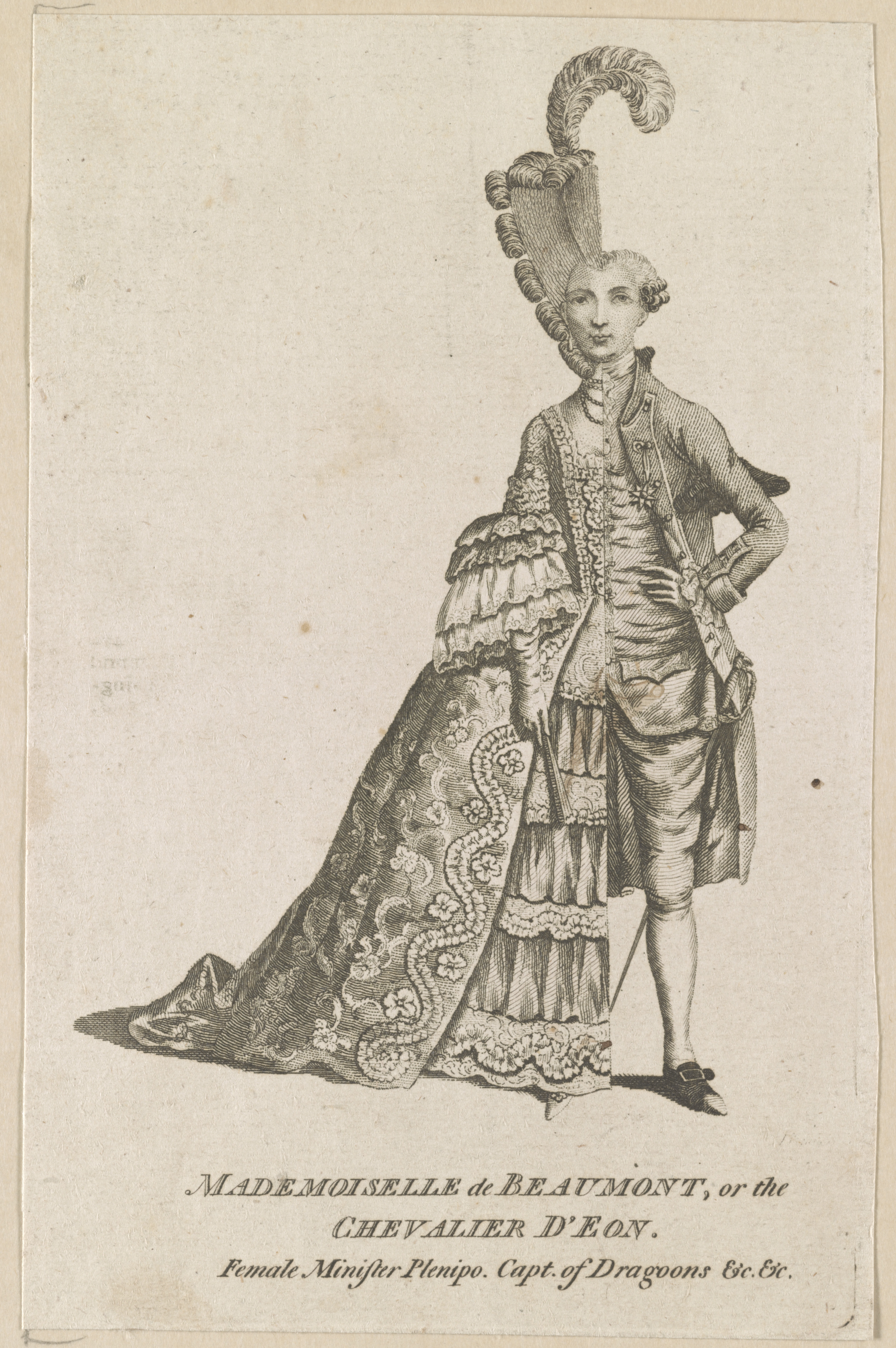
Caricature du Chevalier d'Éon vêtue à moitié d'habits de femmes, à moitié d'habits d'hommes.

Au Moyen Âge, à Paris comme dans tout le royaume, l'homosexualité est passible de la peine de mort. De nombreux Parisiens sont régulièrement arrêtés, condamnés et parfois exécutés pour s'être livrés à la sodomie et à d'autres activités homosexuelles.
Parmi l'aristocratie masculine du XVIIe siècle, Philippe d'Orléans et Louis Joseph de Vendôme sont connus pour avoir des relations avec les hommes. Les écrivains Henri-Lambert de Thibouville et Charles de Villette, tous deux des amis de Voltaire, sont homosexuels. Mademoiselle Raucourt est une actrice populaire du XVIIIe siècle, jusqu'à ce que ses liaisons homosexuelles scandalisent Paris et marquent la fin de sa carrière.
L'historien Maurice Lever note qu'au XVIIIe siècle, diverses sous-cultures s'étaient développées en un « monde homosexuel » à Paris, « avec sa propre langue, ses règles, ses codes, ses rivalités et ses clans ». Il existe également des preuves historiques que des relations lesbiennes ont eu lieu parmi des aristocrates et des prostituées de la ville.
Jean Diot et Bruno Lenoir sont brûlés place de Grève en 1750 pour être homosexuels ; ils sont les derniers Français condamnés à mort pour homosexualité. Ils sont commémorés par une pierre à l'intersection de la rue Montorgueil et de la rue Bachaumont, là où ils ont été arrêtés.
Le Chevalier d'Éon, diplomate et espion français, est connue sous sa forme masculine pendant 49 ans, tout en infiltrant la cour de l'impératrice Elisabeth de Russie sous apparence féminine. À partir de 1777 et pour les 33 ans qui suivent, il vit comme une femme. Son personnage fait l’objet de la chanson Sans contrefaçon de Mylène Farmer, qui fait également référence à la populaire icône lesbienne Eva Kotchever, qui se travestit en homme au Dôme Café avant la Seconde Guerre mondiale et meurt à Auschwitz,.

### Révolution française à la Seconde Guerre mondiale
La Révolution française dépénalise la sodomie en 1791. L'essor économique de la Belle Époque à la fin du XIXe et au début du XXe siècle vaut à Paris une réputation de capitale bohème et érotique de l'Occident, ce qui a permis aux cultures queer de s'épanouir à Paris. Un réseau de lieux encore relativement souterrains pour les personnes LGBT émerge, notamment des salons, des bars, des cafés et des bains publics, en particulier à Montmartre et aux Halles. Les hommes gays se retrouvent également dans les jardins du Carrousel du Louvre, le long des Champs-Élysées ou encore près de la Bourse.

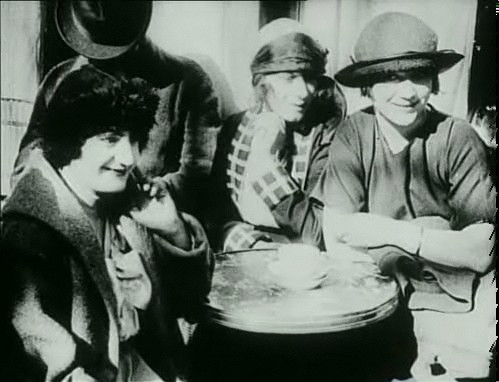
Natalie Barney (à gauche), ici avec Janet Flanner et Djuna Barnes, est l'une des lesbiennes qui ont accueilli des salons artistiques à Paris.

Les lesbiennes et les femmes bisexuelles en particulier gagnent en visibilité, à la fois dans la sphère publique et dans les œuvres culturelles. Paris contient des bars, des restaurants et des cafés fréquentés et détenus par des lesbiennes, tels que La Souris et le Palmyr's Bar tenus par Palmire Dumont, Le Hanneton et Le Rat Mort. Les salons privés du début du vingtième siècle, comme ceux organisés par les américaines Nathalie Barney et Gertrude Stein, attirent des artistes et écrivains de l'époque. La courtisane Liane de Pougy publie en 1901 un roman à succès basé sur son histoire avec Barney, intitulé L'Idylle Saphique. L’écrivaine Colette et son amante Mathilde de Morny jouent des scènes théâtrales lesbiennes dans des cabarets parisiens, finissant censurées. Les guides touristiques de l’époque mentionnent des salons, cafés et restaurants lesbiens, ainsi que des mentions de maisons de prostitution réservées aux lesbiennes,. Toulouse-Lautrec dépeint des artistes lesbiennes et bisexuelles parisiennes dans plusieurs de ses peintures, telles que les danseuses Louise Weber, Jane Avril et May Milton, et le clown Cha-U-Kao,,.
Tamagne estime qu'à partir du XIXe siècle, Paris devient un centre mondial de la culture LGBT. Oscar Wilde passe ses dernières années dans un hôtel à Paris, où il se lie d'amitié avec André Gide, lui aussi homosexuel,. Paul Verlaine, qui avait eu une relation intense avec le poète Arthur Rimbaud, fréquente les cafés parisiens à la fin de sa vie. Jean Cocteau est un membre important de la société intellectuelle et artistique de Paris au début du XXe siècle.
Le travestissement est mentionné dès la fin du XIXe siècle dans des autobiographiques incluses dans des traités médicaux, telle que l'autobiographie d'Arthur Belorget, dit la Comtesse,. Dans les années 1920, à l'ère du jazz, il devient un passe-temps reconnu. Le Monocle étant un endroit populaire pour les femmes en smoking et Clair de Lune, Chez Ma Cousine, La Petite Chaumière et d'autres clubs attirant des hommes en tenue masculine et féminine ; le bal des travestis de Magic City est également un lieu prisé. Au début du XXe siècle, Paris est considérée comme une capitale LGBTQ, même si Amsterdam, Berlin et Londres ont plus de lieux de rencontre et d'organisations dédiées ; cela est dû à la visibilité des personnalités queer et de leurs quartiers. Lorsque les nazis répriment les homosexuels à Berlin dans les années 1930, Paris absorbe les réfugiés ; les populations LGBT de Paris se rapprochent des groupes de migrants, de certains groupes criminels et d'autres groupes marginalisés.

### Depuis la Seconde Guerre mondiale
Pendant l'occupation nazie de la France pendant la Seconde Guerre mondiale, le gouvernement français augmente l’âge du consentement sexuel de 13 à 15 ans pour les personnes hétérosexuelles et à 21 ans pour les relations homosexuelles. Cette loi sur le consentement homosexuel est maintenue après la guerre, puis abaissée à 18 ans en 1974 et à 15 en 1982. Les sanctions pour la pratique « contre nature » d'actes homosexuels avec des mineurs sont une amende et une peine de prison allant de six mois à trois ans,,.
Paris conserve son image de capitale LGBT après la fin de la Seconde Guerre mondiale. Dans les années 1940, Jean Genet, vagabond, prostitué et petit criminel, publie cinq romans autobiographiques explicites, qui sont appréciés par des grands artistes français. Les artistes et écrivains LGBT étrangers continuent à visiter Paris, et le roman de 1956 de James Baldwin sur l'homosexualité, La Chambre de Giovanni, est basé sur le temps qu'il a passé à Paris.

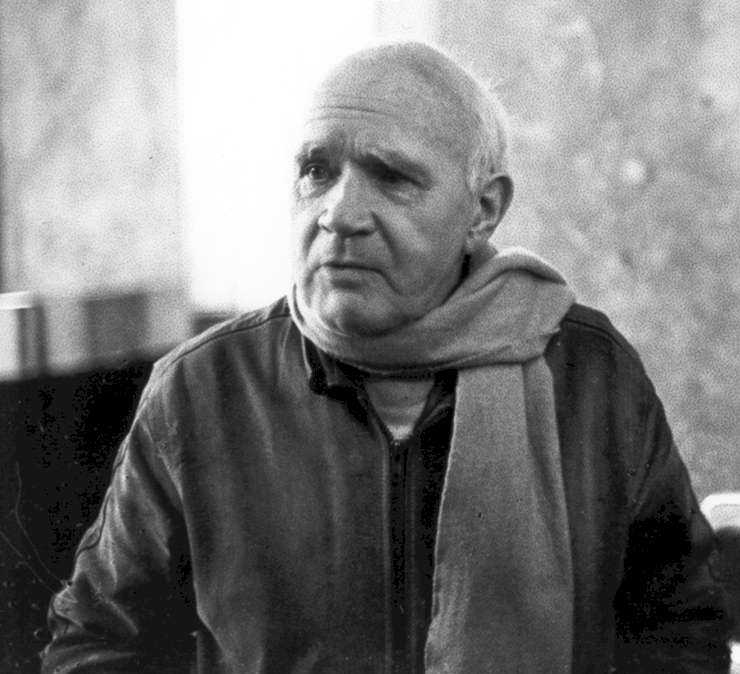
Jean Genet, dont les romans présentaient des thèmes homosexuels, a été largement acclamé sur la scène littéraire parisienne.

Dans les années 1950 et 1960, la police et les autorités tolèrent les homosexuels tant que leur comportement reste privé. L'Association Arcadie, première organisation homosexuelle en France, et la revue du même nom, sont créées à Paris en 1954 par André Baudry, avec l'aide de Jean Cocteau et Roger Peyrefitte. Baudry est arrêté et doit payer une amende pour « indécence » en 1955. En 1960, une loi sur l'outrage public à la pudeur est instituée, ce qui augmente le harcèlement policier contre les personnes LGBT,. Dans les années 1960, les hommes homosexuels sont plus harcelés par la police que les lesbiennes. Entre les années 1953 et 1978, le nombre annuel de femmes condamnées pour homosexualité varie entre un et douze,.
La police n'autorise pas les hommes cisgenres à se travestir, mais les femmes trans peuvent toujours participer aux cabarets. Des descentes dans des bars gays ont eu lieu dans les années 1950 et 1960, parfois avec la coopération des patrons. Les lesbiennes tendent à préférer les salons privés aux bars gay; celles qui fréquentent les bars sont souvent issues de la classe ouvrière, les autres ne souhaitant pas nuire à leur réputation. Chez Moune, ouvert en 1936, et New Moon sont des cabarets lesbiens du XXe siècle situés Place Pigalle ; tous deux se sont convertis en discothèques mixtes au XXIe siècle,.
À la suite des soulèvements étudiants et ouvriers de mai 1968 et de la montée du féminisme, en 1971, le Front homosexuel d'action révolutionnaire est créé. L'historien Julian Jackson définit la création de ce groupe comme le « Stonewall » de l'histoire LGBT française. Certaines lesbiennes, dont l'autrice Monique Wittig, ont fini par se séparer du Front pour former Les Gouines rouges.
Dans les années 1970, les dossiers de la police sur les personnes homosexuelles sont détruits et de nombreuses lois de répression des comportements des personnes LGBTQ sont abrogées. En 1979, le comité homosexuel d'arrondissement de Paris Les Halles organise un grand bal pour le 14 juillet à proximité du square Jean-XXIII, auquel participent 2000 personnes.
La montée du sida cause une nouvelle vague d'activisme à Paris à la fin des années 1980 et au début des années 1990. Certains historiens estiment que la conception de l'universalisme républicain français traditionnelle est parfois en conflit avec la politique identitaire des mouvements politiques LGBT français.
En 2011, une étude relève une forte inégalité, les lieux de socialisation lesbiens étant beaucoup moins nombreux que les lieux gays.
Lorsque le mariage entre personnes de même sexe en France est légalisé pour les couples LGBT français en 2013, il est accueilli avec hostilité par certains Parisiens, qui répliquent avec La Manif pour tous. Une majorité de Français soutiennent cependant le mariage homosexuel et en 2013, 77% des Français considèrent que l'homosexualité devrait être acceptée par la société, l'un des taux les plus élevés au monde.
Florence Tamagne écrit en 2014 que Paris « rivalise avec Berlin pour le titre de capitale LGBT de l'Europe, et se classe seulement deuxième derrière New York pour le titre de capitale LGBT du monde ». Paris compte les seuls quartiers gays officiels de France.
Selon une étude de l'IFOP de 2016, 13 % des hommes parisiens s'autodéfinissent comme gays, soit près du double de l’ensemble des Français (7 %), 6 % se définissent comme bisexuels, et 2 % n'attachent pas d'étiquette à leur sexualité. 27 % des hommes parisiens disant avoir eu au moins un rapport sexuel disent avoir eu au moins un rapport sexuel avec un homme, à comparer avec 17 % à l'échelle nationale. Selon ce même sondage, seulement 1 % des femmes parisiennes s'autodéfinissent comme lesbiennes, 4 % comme bisexuelles, et 4 % n'attachent pas d'étiquette à leur sexualité. 14 % des femmes parisiennes disant avoir eu au moins un rapport sexuel avec une femme. Au total selon ce sondage, 11 % des Parisiens s'autodéfinissent comme étant bisexuels ou homosexuels.

## Géographie

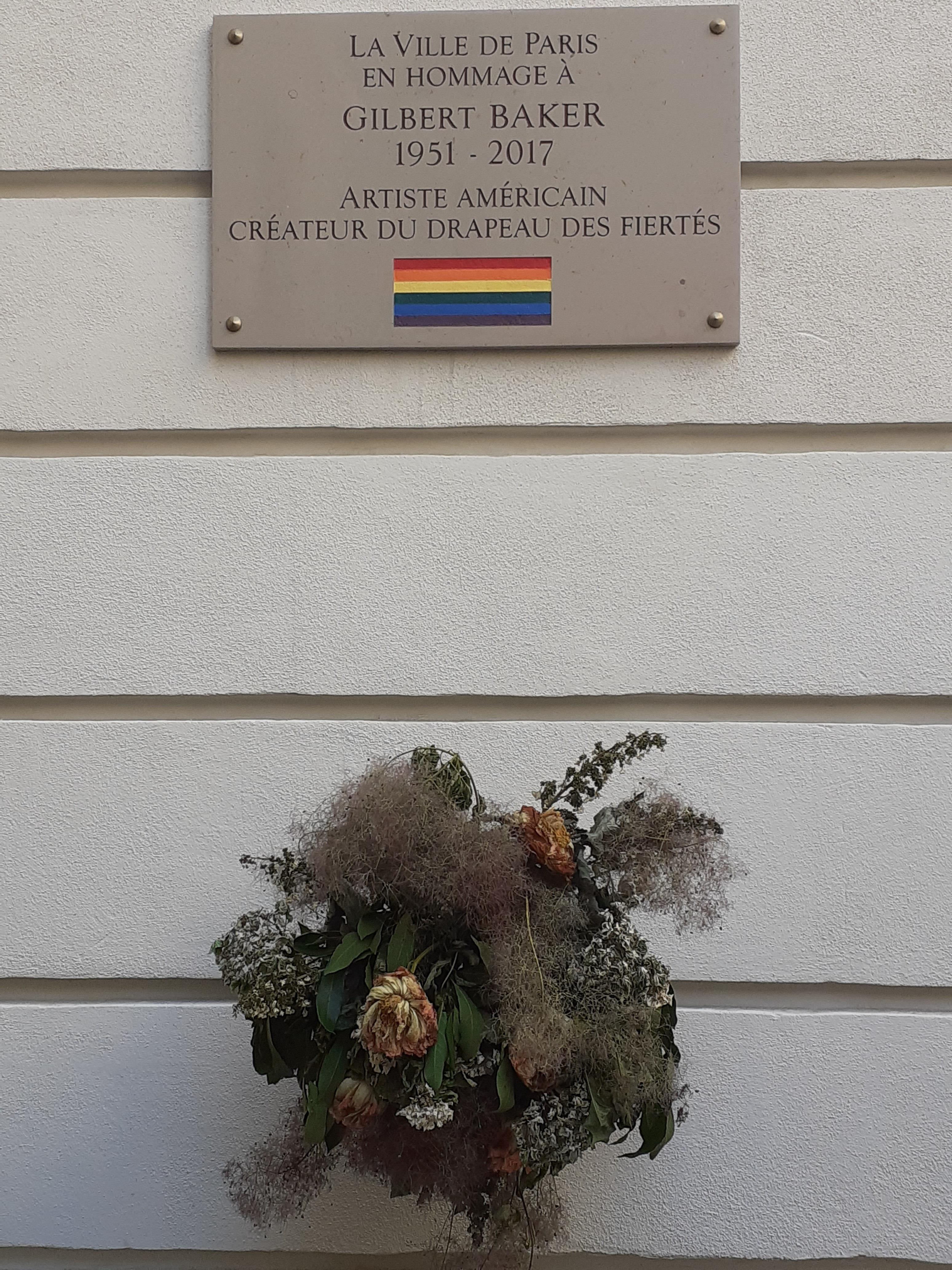
Plaque d’hommage à Gilbert Baker, place des Émeutes-de-Stonewall, dans le quartier du Marais.

Le Marais, où des zones sont officiellement nommés en mémoire des leaders LGBT et des événements tels que la place Harvey-Milk, le jardin Mark-Ashton ou la place des Émeutes-de-Stonewall, est l'actuel quartier gay de Paris, depuis les années 1980.
Avant cela, au début du XXe siècle, Montmartre et Pigalle furent des lieux de rencontre de la communauté LGBT. Dans les années 1950, le lieu de rencontre classique des personnes LGBT s'est déplacé à Saint-Germain-des-Prés. Pour les hommes gay, la rue Sainte-Anne est populaire dans les années 1960-1970.

## Économie

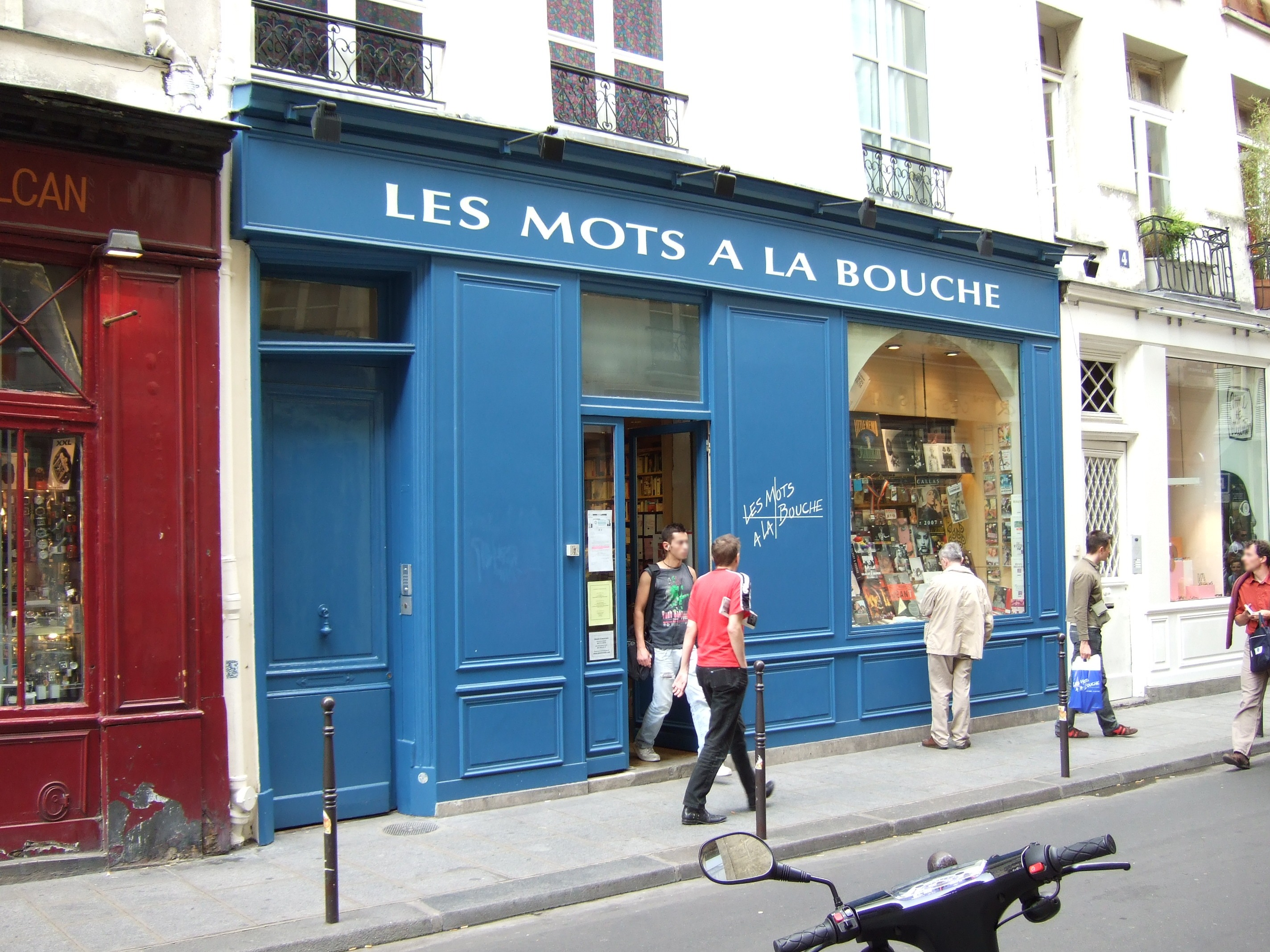
Les Mots à la bouche.

Les entreprises LGBT à Paris comprennent des bars, des clubs, des restaurants et des magasins. Stéphane Leroy précise que 70 % de ces commerces sont situés dans les quatre premiers arrondissements de la ville, et 40 % sont dans le Marais. Deux de ces commerces sont des librairies :  Les Mots à la bouche, ouverte en 1980 et Violette and Co, lesbienne, féministe et LGBTQIA+, fondée en 2004.

## Médias
Le magazine lesbien La Dixième Muse et le magazine gay masculin Préf étaient domiciliés à Paris avant leur disparition. Parmi les médias actuellement implantés à Paris se trouvent le magazine Têtu, auparavant destiné principalement à un public gay masculin mais s'adressant désormais à l'ensemble du public LGBT, ainsi que le magazine lesbien Jeanne Magazine qui a succédé à La Dixième Muse.
Les publications historiques incluent Juventus, qui a été publiée en 1959 de mai à novembre, et Arcadie.

## Politique

Bertrand Delanoë est le premier maire de Paris ouvertement homosexuel.

En octobre 1966, Coutrot, un conseiller socialiste, affirme que les comportements LGBT nuisent à l'image internationale de Paris et au tourisme. En mai de l'année suivante, Édouard Frédéric-Dupont, conseiller conservateur, demande à la police d'augmenter les niveaux de surveillance dans un quartier délimité par le boulevard Raspail et la place Saint-Germain-des-Prés, ce qui mène à de nombreuses arrestations.
En 2002, le socialiste Bertrand Delanoë devient la première personne ouvertement homosexuelle à être élue maire de Paris. Il est poignardé la même année lors de la Nuit Blanche, alors qu'il se mêle au public. Son agresseur déclare à la police qu'il déteste « les politiciens, le Parti socialiste et les homosexuels »,.

## Police/justice
Depuis le 7 octobre 2019, la Préfecture de police (Paris) a installé Mickaël Bucheron, ancien président de FLAG!, comme officier de liaison LGBT afin de favoriser et faciliter le dépôt de plainte des personnes LGBT victimes de violences en raison de l'orientation sexuelle ou de l'identité de genre,,.
Installé au commissariat Paris Centre et couvrant les 4 départements de la Direction de la sécurité de proximité de l'agglomération parisienne, il reçoit leurs plaintes et leurs déclarations, s'assure de la qualification des plaintes comportant une circonstance anti-LGBT prises dans les commissariats parisiens et de la petite couronne et assure, le cas échéant, un suivi spécifique, en lien avec les enquêteurs.
Il renseigne les victimes sur les suites judiciaires données, sur le déroulement des procédures et peut, si nécessaire, prendre contact avec elles pour obtenir des précisions sur les faits.
En interne, il mène des actions de formation auprès des policiers chargés de recevoir les plaintes, les enquêteurs et les personnels d’accueil afin de les sensibiliser à la spécificité des infractions visant la population LGBT.
Il est par ailleurs l'interlocuteur de la direction de la sécurité de proximité de l’agglomération parisienne (DSPAP) auprès des associations spécialisées dans la défense des personnes LGBT et il développe à ce titre un partenariat institutionnel.

## Loisirs
À Paris, parmi les premiers lieux de nuit lesbiens créés depuis l'entre-deux-guerres, on compte : La Vie parisienne fondé par Suzy Solidor en 1932 au no 12 rue Sainte-Anne, L'Heureuse Galère au no 32 de la même rue par Sidonie Baba ou encore Chez Jane Stick au no 70 rue de Ponthieu. On parle surtout à l'époque de « clubs féminins ». Au début des années 1930, on peut aussi citer Le Bœuf sur le toit, fréquenté par plusieurs artistes interlopes et homosexuels comme Jean Cocteau, O'dett, Sidonie Baba, Jane Stick ou encore Yvonne George. La première discothèque lesbienne de la ville est historiquement le Katmandou, en 1969, situé 21 rue du Vieux-Colombier.
À partir des années 1950, 61 rue du Château-d'Eau, le discret groupe homosexuel Arcadie organise des activités culturelles chaque mercredi et un bal chaque dimanche,.
Dans les années 1960, le cœur de la vie homosexuelle parisienne est le quartier Saint-Germain-des-Prés, notamment avec Le Fiacre ou encore le café de Flore. Gérald Nanty fonde sa première boîte de nuit Le Nuage, à côté de la rue du Dragon. On peut aussi citer Les Camionneurs, un lieu de rendez-vous situé à proximité de la place Dauphine. L'épicentre de la vie festive gay se déplace ensuite rive droite, dans le quartier de l'Opéra et à Palais-Royal. Dans les années 1970-1980, on compte plusieurs boîtes de nuit branchées prisées par la clientèle homosexuelle, comme Le Sept, rue Sainte-Anne, ou Le Palace. À la fin des années 1970, la capitale compte par ailleurs 86 lieux de rencontre homosexuelles et 65 saunas gays. Le jardin des Tuileries ou ceux du Sacré-Cœur sont aussi des lieux de drague nocturnes prisés, malgré la répression policière. De la rue Sainte-Anne, on observe enfin progressivement un glissement plus à l'ouest vers Le Marais, actuel principal quartier homosexuel de la capitale, où un premier bar gay s'implante rue du Plâtre en 1979. Dans les années 2000, on peut citer comme boîtes gays Le Queen ou Le Tango.
La Marche des fiertés LGBT Paris a lieu chaque année.

## Religion
En 2012, Ludovic-Mohamed Zahed déclare vouloir ouvrir une mosquée LGBT-friendly à Paris. Il prévoit d'ouvrir la mosquée dans un ancien temple bouddhiste dans l'est de Paris. La mosquée ouvre ses portes en 2012. Le directeur de la grande mosquée de Paris, Dalil Boubakeur, déclare qu'il n'est pas possible d'avoir une mosquée LGBT-friendly qui respecte les règles de l'Islam.

## Dans la littérature
Le livre Bel de nuit, Gérald Nanty (2007) d'Élisabeth Quin raconte notamment les nuits homosexuelles parisiennes des années 1960-1980.